# ALTAR games
ALTAR Games（前身為ALTAR Interactive）是一家總部位於捷克布爾諾的電子遊戲開發公司，於1997年成立。
2005年，Altar Games、波希米亞互動工作室和Black Element Software三家電子遊戲公司共同成立了IDEA Games。
2010年9月30日，Altar Games被IDEA Games的另一共同擁有者收購。雖然波希米亞互動成功收購了IDEA Games，但該公司在官方網頁中表示，所有被收購的公司依然會以獨立公司的方式運作，亦會多家公司合作開發遊戲。

## 遊戲作品
- Fish Fillets系列
  - Fish Fillets NG（1997年）
  - Fish Fillets 2（2007年）
- Original War（2001年）
- UFO系列
  - UFO: Aftermath（2003年）
  - UFO: Aftershock（2005年）
  - UFO: Afterlight（2007年）